# Le Bonheur en ménage
Pour les articles homonymes, voir Happiness.
Pour plus de détails, voir Fiche technique et Distribution.
Le Bonheur en ménage (Happiness) est un film américain réalisé par King Vidor, sorti en 1924.

## Fiche technique
- Titre original : Happiness
- Titre français : Le Bonheur en ménage
- Réalisation : King Vidor
- Scénario : J. Hartley Manners, d'après sa pièce Happiness
- Photographie : Chester A. Lyons
- Société de production : Metro Pictures Corporation
- Société de distribution : Metro Pictures Corporation
- Pays d'origine :  États-Unis
- Langue : anglais
- Format : Noir et blanc - 35 mm - 1,33:1 - Muet
- Genre : Comédie dramatique
- Durée : 76 minutes (8 bobines)
- Date de sortie :
  - États-Unis : 9 mars 1924

## Distribution
- Laurette Taylor : Jenny Wreay
- Pat O'Malley : Fermoy MacDonough
- Hedda Hopper : Mme Chrystal Pole
- Cyril Chadwick : Philip Chandos
- Edith Yorke : Mme Wreay
- Patterson Dial : Sallie Perkins
- Joan Standing : Jenny
- Lawrence Grant : M. Rosselstein
- Charlotte Mineau : chef de rayon